# NGC 2660
NGC 2660 (również OCL 759 lub ESO 260-SC4) – gromada otwarta znajdująca się w gwiazdozbiorze Żagla. Odkrył ją John Herschel 29 grudnia 1834 roku. Jest położona w odległości ok. 9,2 tys. lat świetlnych od Słońca.